# Cá mương sông Hồng
Cá mương (danh pháp hai phần: Hemiculter songhongensis) là một loài cá thuộc chi Cá mương.